# Венеція (пам'ятка природи)

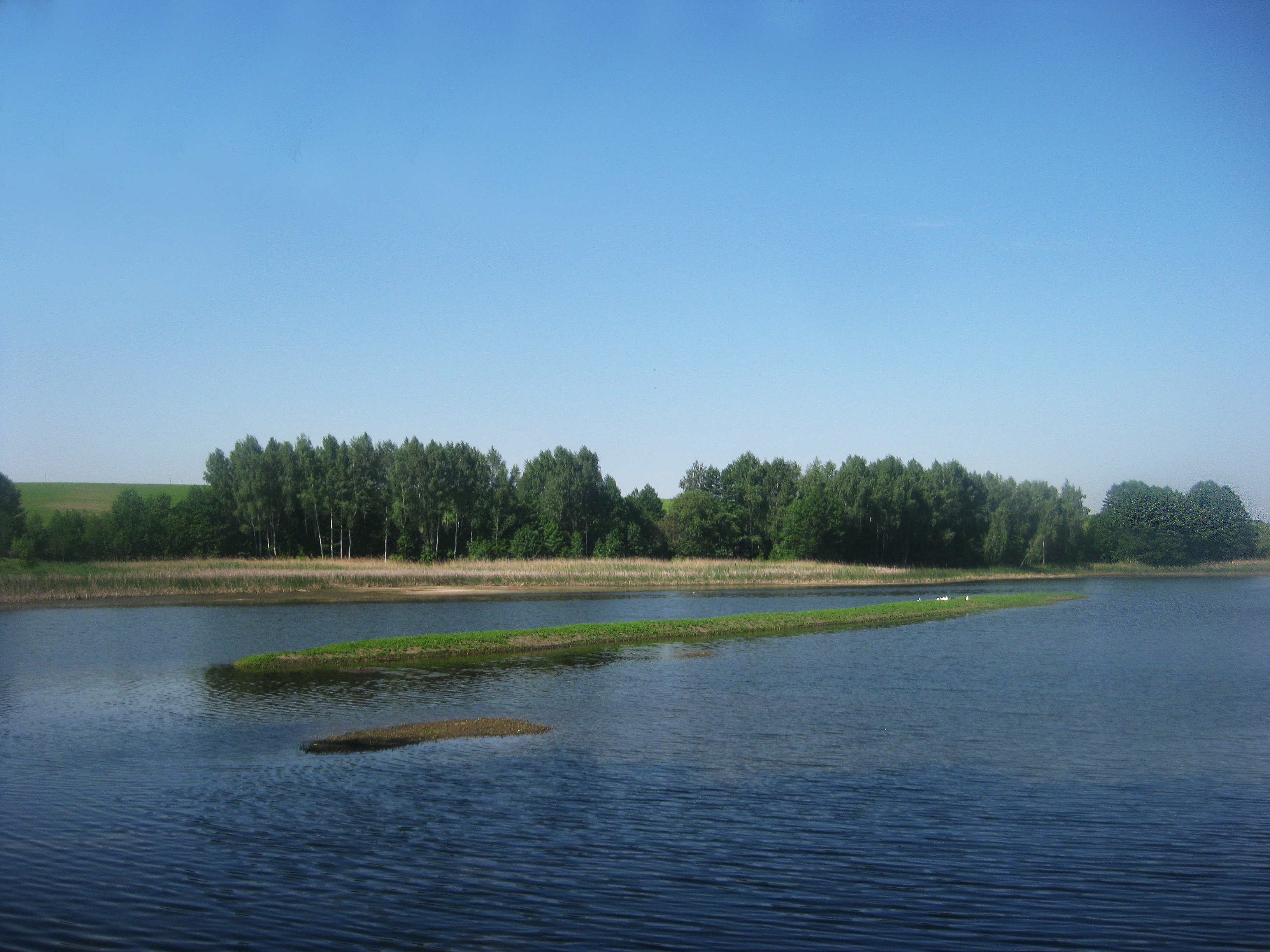
Заказник «Венеція»

Вене́ція — комплексна пам'ятка природи місцевого значення в Україні. Розташована в межах Старокостянтинівського району Хмельницької області, біля села Миролюбне. 
Площа 14 га. Статус надано 1993 року. Перебуває у віданні Миролюбненської сільської ради. 
Статус надано з метою збереження водно-прибережного природного комплексу штучної водойми (ставу) на річці Іква (притока Південного Бугу).